# Teno (Chili)
Chimbarongo est une ville et une commune du Chili faisant partie de la province de Curicó elle-même rattachée à la région du Maule. En 2012, sa population s'élevait à 28 228 habitants. La superficie de la commune est de 618 km2 (densité de 72 hab./km2),.
La commune dispose d'industries de premier plan du secteur agro-alimentaire - fabrication de sauce tomate, exportation de fruits - ainsi qu'une cimenterie. L'agriculture utilise des terres irriguées dont une proportion importante est consacrée à la production de céréales et de fruits.

Position de Teno (en rouge) au sein de la Région du Maule.